# Yann Gboho
Gnantin Yann Gboho (Man, 5 gennaio 2001) è un calciatore ivoriano naturalizzato francese, centrocampista del Tolosa.

## Biografia
Anche i cugini Guéla, Désiré e Marc-Olivier Doué sono calciatori professionisti.

## Caratteristiche tecniche
È un trequartista.

## Carriera

### Club
Cresciuto nel settore giovanile del Rennes, ha esordito in prima squadra il 3 agosto 2019 disputando il Trophée des champions 2019 perso 2-1 contro il Paris Saint-Germain. Il 20 ottobre seguente ha debuttato in prima divisione francese disputando l'incontro perso 3-2 contro il Monaco.

### Nazionale
Ha giocato nelle nazionali giovanili francesi Under-16, Under-17 ed Under-18.

## Statistiche

### Presenze e reti nei club
Statistiche aggiornate al 7 dicembre 2024.
| Stagione             | Squadra              | Campionato           | Campionato | Campionato | Coppe nazionali | Coppe nazionali | Coppe nazionali | Coppe continentali | Coppe continentali | Coppe continentali | Altre coppe | Altre coppe | Altre coppe | Totale | Totale | Totale |
| Stagione             | Squadra              | Comp                 | Pres       | Reti       | Comp            | Pres            | Reti            | Comp               | Pres               | Reti               | Comp        | Pres        | Reti        | Pres   | Reti   |        |
| -------------------- | -------------------- | -------------------- | ---------- | ---------- | --------------- | --------------- | --------------- | ------------------ | ------------------ | ------------------ | ----------- | ----------- | ----------- | ------ | ------ | ------ |
| 2017-2018            | Rennes 2             | N2                   | 1          | 0          | -               | -               | -               | -                  | -                  | -                  | -           | -           | -           | 1      | 0      |        |
| 2018-2019            | Rennes 2             | N3                   | 15         | 2          | -               | -               | -               | -                  | -                  | -                  | -           | -           | -           | 15     | 2      |        |
| 2019-2020            | Rennes 2             | N3                   | 3          | 2          | -               | -               | -               | -                  | -                  | -                  | -           | -           | -           | 3      | 2      |        |
| Totale Rennes 2      | Totale Rennes 2      | Totale Rennes 2      | 19         | 4          |                 | -               | -               |                    | -                  | -                  |             | -           | -           | 19     | 4      |        |
| 2019-2020            | Rennes               | L1                   | 8          | 1          | CF+CdL          | 4+1             | 1+0             | UEL                | 3                  | 0                  | SF          | 1           | 0           | 17     | 2      |        |
| 2020-2021            | Rennes               | L1                   | 10         | 0          | CF              | 1               | 0               | UCL                | 4                  | 0                  | -           | -           | -           | 15     | 0      |        |
| Totale Rennes        | Totale Rennes        | Totale Rennes        | 18         | 1          |                 | 6               | 1               |                    | 7                  | 0                  |             | 1           | 0           | 32     | 2      |        |
| 2021-2022            | Vitesse              | ED                   | 17         | 2          | CO              | 2               | 0               | UECL               | 11                 | 1                  | -           | -           | -           | 30     | 3      |        |
| 2022-2023            | Cercle Bruges        | D1                   | 23+6       | 2+1        | CB              | 2               | 0               | -                  | -                  | -                  | -           | -           | -           | 31     | 3      |        |
| 2023-gen. 2024       | Cercle Bruges        | D1                   | 20         | 0          | CB              | 1               | 1               | -                  | -                  | -                  | -           | -           | -           | 21     | 1      |        |
| Totale Cercle Bruges | Totale Cercle Bruges | Totale Cercle Bruges | 43+6       | 2+1        |                 | 3               | 1               |                    | -                  | -                  |             | -           | -           | 52     | 4      |        |
| gen.-giu. 2024       | Tolosa               | L1                   | 16         | 3          | CF              | 1               | 1               | UEL                | 2                  | 0                  | SF          | -           | -           | 19     | 4      |        |
| 2024-2025            | Tolosa               | L1                   | 15         | 3          | CF              | -               | -               | -                  | -                  | -                  | -           | -           | -           | 15     | 3      |        |
| Totale Tolosa        | Totale Tolosa        | Totale Tolosa        | 31         | 6          |                 | 1               | 1               |                    | 2                  | 0                  |             | -           | -           | 34     | 7      |        |
| Totale carriera      | Totale carriera      | Totale carriera      | 128+6      | 15+1       |                 | 12              | 3               |                    | 20                 | 1                  |             | 1           | 0           | 167    | 20     |        |